# Misery Signals
Misery Signals é uma banda de metalcore progressivo de Wisconsin, formada em 2002.

## Membros atuais
- Jesse Zaraska - vocais
- Stuart Ross - guitarra
- Ryan Morgan - guitarra
- Kyle "Old Man" Johnson - baixo
- Branden Morgan - bateria

### Ex-membros
- Karl Schubach – vocais
- Jeff Aust – guitarra
- Kent Wren – baixo

## Discografia
- Misery Signals (EP) (2003)
- Of Malice and the Magnum Heart (2004)
- Mirrors (2006)
- Controller (2008)
- Absent light (2013)
- Ultraviolet (2020)